# Zbigniew Kamiński (duchowny katolicki)

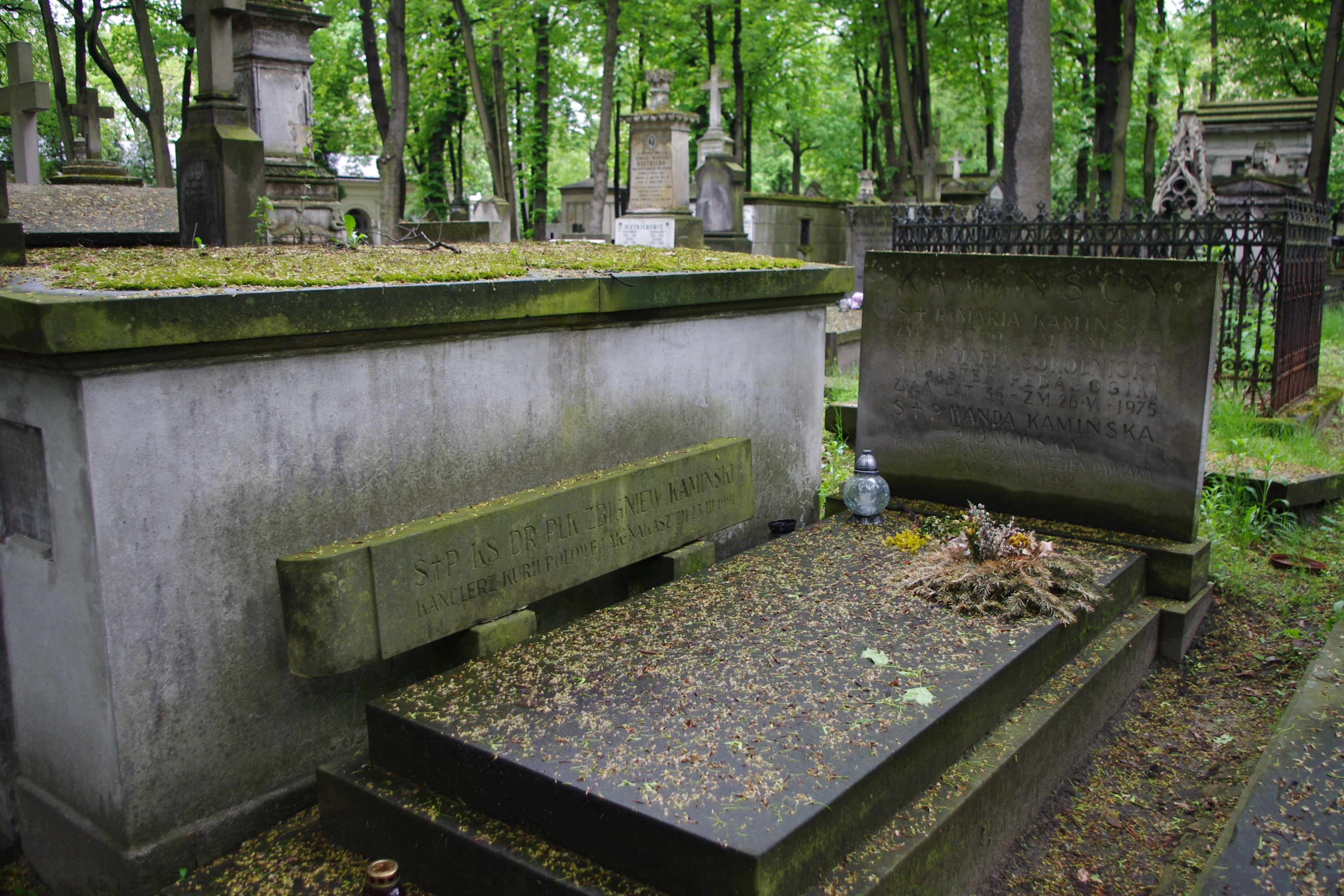
Grób ks. Zbigniewa Kamińskiego na Starych Powązkach w Warszawie

Zbigniew Antoni Kamiński (ur. 25 marca 1900 w Skierniewicach, zm. 23 marca 1991) – ksiądz, działacz opozycji demokratycznej w PRL, członek KOR i Komitetu Samoobrony Społecznej „KOR”.
W wieku 18 lat rozbrajał Niemców w Warszawie w listopadzie 1918 r. Walczył jako ochotnik w wojnie polsko-bolszewickiej w 1920 r. W 1923 ukończył Wyższe Metropolitalne Seminarium Duchowne w Warszawie i przyjął święcenia kapłańskie. Studiował także prawo kanoniczne na Papieskim Uniwersytecie Gregoriańskim i obronił tam pracę doktorską.  W latach 20. XX wieku był współzałożycielem i działał w stowarzyszeniu Juventus Christiana, w którym pełnił funkcję asystenta kościelnego. Przed 1939 r. był prefektem Gimnazjum im. Juliusza Słowackiego w Warszawie.
W czasie II wojny światowej był kanclerzem Tajnej Kurii Polowej Armii Krajowej, kapelanem warszawskiego Kedywu. Uczestniczył w powstaniu warszawskim. Po wojnie przez wiele lat był duszpasterzem akademickim i rektorem akademickiego kościoła św. Anny w Warszawie, kościoła św. Kazimierza Sióstr Sakramentek na warszawskim Nowym Mieście. Pracował także jako proboszcz parafii MB Częstochowskiej przy ul. Łazienkowskiej w Warszawie oraz proboszcz parafii w Drwalewie i podwarszawskim Milanówku.
Zachęcony przez Józefa Rybickiego przystąpił do Komitetu Obrony Robotników, następnie KSS „KOR”. Informacja o jego przystąpieniu do KOR została opublikowana w Komunikacie KOR nr 12 z 23 lipca 1977 r.
Spoczywa na cmentarzu Powązkowskim w Warszawie (kwatera 15-1-22).
W 2006 r. został pośmiertnie odznaczony przez prezydenta RP Lecha Kaczyńskiego Krzyżem Komandorskim Orderu Odrodzenia Polski.